# Скир
Скирът (на исландски: skyr) е исландски млечен продукт. Има консистенция на цедено кисело мляко, но по-мек вкус. Скирът може да бъде класифициран като вид сирене (подобно на извара), но се консумира като кисело мляко.
Той е част от исландската кухня от векове.

## Хранителна стойност
Скирът е високо-белтъчно и нискомаслено изделие, произведено от мляко с ниско съдържание на мазнини и варира леко в зависимост от марките. Неовкусеният скир съдържа приблизително 13% протеин, 4% въглехидрати и 0,2% мазнини.